# Ritchie (frisdrank)

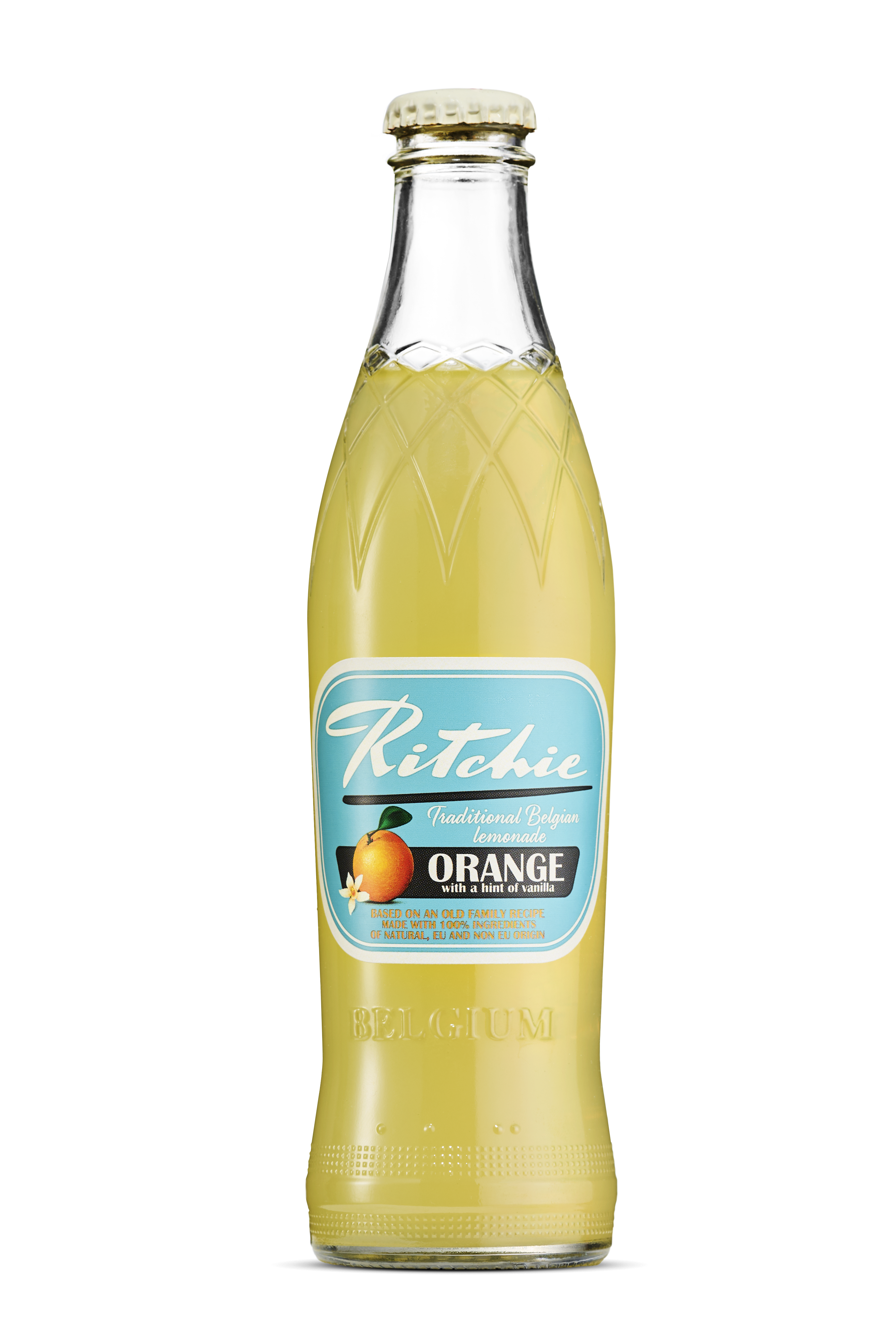
Ritchie orange

Ritchie is een Belgisch frisdrankenmerk, actief tussen de jaren 1950 en 1979, en vanaf 2016. De productie van de frisdranken vindt plaats bij Sodiko in Diepenbeek. Jan Verlinden is de huidige CEO van het bedrijf. Anno 2024 heeft Ritchie een jaarlijkse omzet van zo'n vijf miljoen euro.

## Geschiedenis
In de jaren 1950 kwam Ritchie op de markt bij brouwerij Tielemans in Aarschot. In 1969 verhuisde de productie naar brouwerij Verlinden in Lubbeek. Hier werden zowel tafelbieren als limonades gemaakt, waaronder Flika, Etma en Ritchie. In 1979 stopte Joris Verlinden, de derde generatie die actief was in de brouwerij, met de productie van Ritchie. Consumenten gaven namelijk de voorkeur aan internationale merken, zoals die van The Coca-Cola Company. Begin jaren 1990 vroeg hij aan zijn zoon, Jan Verlinden, of hij de zaak wilde overnemen. Deze zag echter geen toekomst in de brouwerij, dus sloot ze de deuren. Verlinden begon, na afgestudeerd te zijn aan de Katholieke Universiteit Leuven en de Vlerick Business School, aan een carrière in de marketing, en werkte onder andere voor British American Tobacco en PepsiCo.
In 2015 kwam Verlinden een kinderfoto tegen van hemzelf met een krat Ritchie. 

foto Jan Verlinden begin jaren '70

Dit zette hem aan om het bedrijf opnieuw op te starten. Hij gaf zijn carrière in de marketing op en begon het vernieuwde Ritchie vanuit zijn eigen huis in Heverlee. Merken als het Duitse fritz-kola vormden een inspiratiebron. Verlinden herwerkte de originele recepten in zijn keuken met een SodaStream. De eerste glazen flesjes nieuwe Ritchie rolden in 2016 van de band. De etiketten en lanceringscampagne werden verzorgd door TBWA, een internationaal reclamebureau. Het flesje werd ontworpen door het Amerikaanse Owens-Illinois. De heropstart bleek succesvol, zo won het bedrijf in zijn eerste jaar de Delinnov’ Challenge en werd het in 2020 genomineerd voor de Belgian Marketing Awards. Aanvankelijk richtte Ritchie zich vooral op de horeca. Door de coronapandemie werd er later ook gefocust op supermarkten en reclamecampagnes. In 2020 verhuisde Ritchie naar een pand in Haasrode.

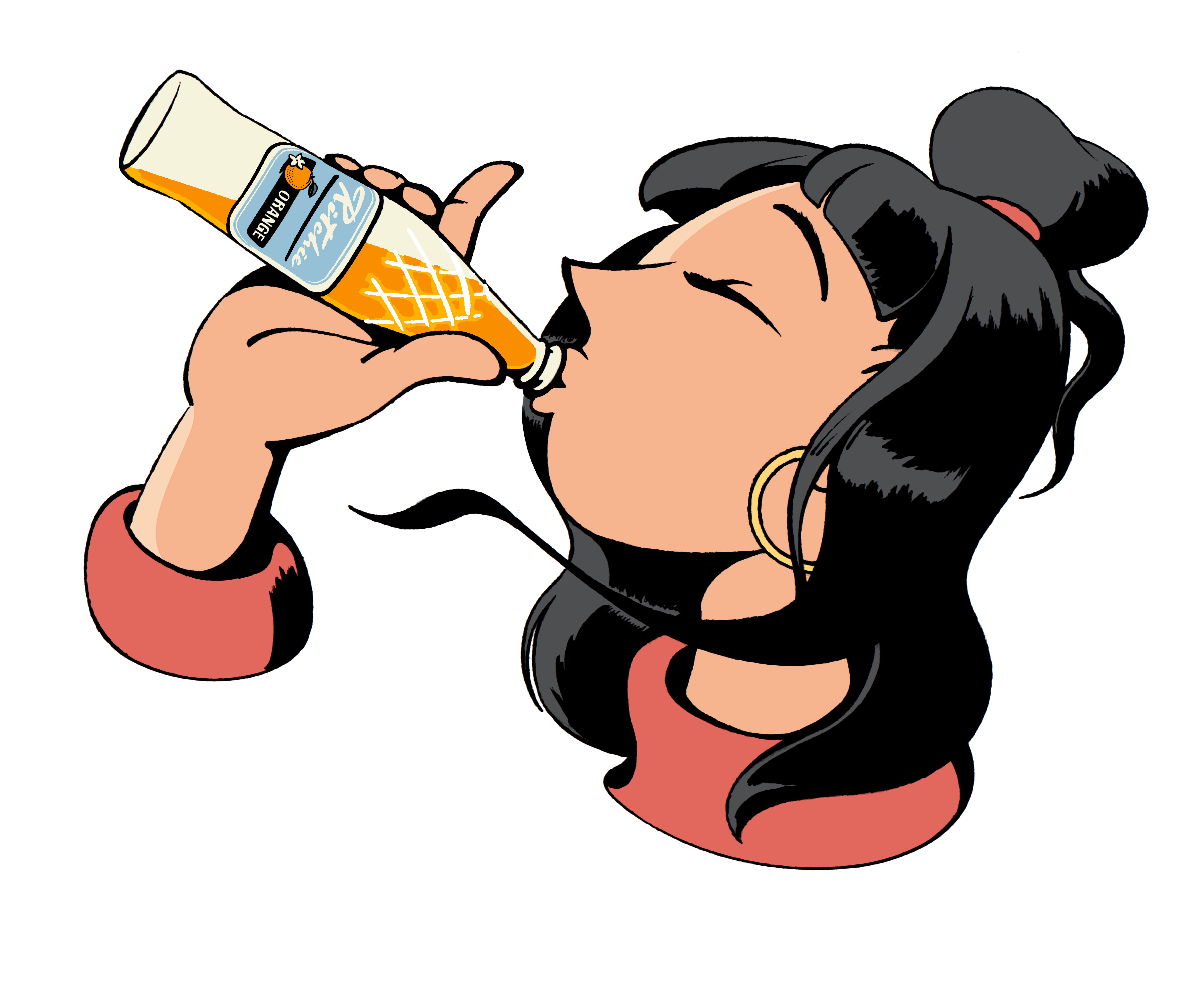
Ritchie cartoon

Begin 2023 werd er voor het eerst Ritchie in blik uitgebracht. Een jaar later werd een boek uitgebracht over het verhaal van Ritchie. De opbrengst van het boek ging naar een fonds van de Vlerick Business School dat minder behoede studenten ondersteunde.

## Bekendheid
- Het merk is bekend van sponsoring van grote Belgische televisieprogramma's zoals The Masked Singer, De Slimste Mens ter Wereld, Het Huis, De Mol, Drag Race Belgique en The Voice Belgique.[12]
- In België is Ritchie een populaire vervanger van frisdranken van The Coca-Cola Company, bijvoorbeeld voor boycots tijdens het Israëlisch-Palestijns conflict.[13]
- Ritchie is erkend als Hagelands streekproduct.[14]
- Het merk is naast België ook in onder andere Nederland, Roemenië, Scandinavië, Frankrijk en het Verenigd Koninkrijk te verkrijgen.[2][15][16][17]

## Producten
De frisdranken van Ritchie bevatten geen artificiële zoetstoffen of bewaarmiddelen. Momenteel zijn er zes smaken verkrijgbaar: Orange, Grapefruit, Lemon, Lemon & Ginger, Cola en Cola Zero.

## Werken over Ritchie
- De Ritchie Story: Een marketing verhaal dat bruist van lef in een competitieve markt, ISBN 9789401498012, Jan Verlinden (Lannoo)
- Ritchie Limonade - Over Eten #102, Stijn Deschacht (Over Eten podcast)